# 오시키리촌
오시키리촌(押切村)은 야마가타현 히가시타가와군에 설치되었던 촌이다. 현재의 미카와정 북동부에 해당한다.